# Reldia alternifolia
Reldia alternifolia là một loài thực vật có hoa trong họ Tai voi. Loài này được Wiehler miêu tả khoa học đầu tiên năm 1977.